# نینو بارالی
نینو بارالی یا نینو بارالیی (به ایتالیایی: Nino Baragli) (زادهٔ ۱ اکتبر ۱۹۲۵ - درگذشتهٔ ۲۹ مهٔ ۲۰۱۳) تدوین‌گر اهل ایتالیا بود. او بین سال‌های ۱۹۵۰ تا ۲۰۰۸ میلادی فعالیت می‌کرد و برندهٔ چندین جایزه، ازجمله روبان نقره‌ای (جایزهٔ انجمن ملی فیلم ایتالیا) شد.
از فیلم‌هایی که وی در آن‌ها نقش داشته‌است، می‌توان به دوران کودکی، حرفه و نخستین تجربه جاکومو کازانووا، اهل ونیز، حکایت‌های ناپسند، زندگی عجیب است، ساحره عاشق، مرد هوسران، خسیس، به نوبت، بیمار خیالی، روزنگار سیاه، همسر شهرآشوب، تا زمانی که ازدواج یکی‌مان کند، بدرود مسکو، زندگی گاهی سخته، درسته پراویدنس؟، کلبه ساحلی، هفت تپانچه برای خانواده مک‌گرگور، در پاسگاه پلیس رخ داد، کشیش متأهل، هیولا، لیبرا، عشق من، افکار شیطانی، در زیر پلکان باستانی، نخستین شیره زفاف، عشق نافرجام، زندگی خشن و همسرم اشاره نمود.